# باریا (فیلم)
باریا (سیسیلی: Baarìa) یک فیلم کمدی-درام ایتالیایی به کارگردانی جوزپه تورناتوره است که در سال ۲۰۰۹ میلادی منتشر شد.
این فیلم نامزد دریافت جایزهٔ بهترین فیلم خارجی در شصت و هفتمین مراسم گلدن گلوب در سال ۲۰۱۰ بود و در شصت و ششمین دورۀ جشنواره فیلم ونیز نیز اکران شد.

## داستان
داستان فیلم زندگی در این شهر را از دهه ۱۹۳۰ تا دهه ۱۹۸۰ از نگاه عشاقی به نام پپینو (با بازی فرانچسکو سیانا) و مانینا (با بازی مارگارِث مده) روایت می‌کند. این فیلم به داستان خانواده‌ای سیسیلی در سه نسل می‌پردازد: از چیکو تا پسرش پپینو و نوه‌اش پیِترو.
فیلم به طور گذرا به زندگی خصوصی این شخصیت‌ها و خانواده‌هایشان می‌پردازد و عشق‌ها، آرزوها و ناامیدی‌های یک جامعه کامل در استان پالرمو را در طول پنج دهه به تصویر می‌کشد. در دوران فاشیسم، چیکو که یک چوپان است، علاقه‌اش به کتاب‌ها، اشعار حماسی و رمان‌های عاشقانه عامه‌پسند را دنبال می‌کند. در زمان جنگ جهانی دوم و روزهایی که مردم گرسنه هستند، پسرش پپینو شاهد بی‌عدالتی‌هایی از سوی مافیا و مالکان زمین است و به یک کمونیست تبدیل می‌شود.
پس از جنگ، پپینو با زن زندگی‌اش آشنا می‌شود. خانواده او به دلیل عقاید سیاسی‌اش با این رابطه مخالفت می‌کنند، اما آن دو اصرار به ازدواج دارند. آن‌ها صاحب فرزند می‌شوند و خانواده‌ای تشکیل می‌دهند.
داستان‌های فرعی فیلم شامل پسری است که مأموریتی را انجام می‌دهد، یک مگس زنده که در یک فرفره گیر کرده است، سه سنگ که افراد تلاش می‌کنند با یک پرتاب به هدف بزنند، مردی که برای فرار از جنگ خود را ناقص می‌کند، غارت در زمان حمله آمریکایی‌ها به سیسیل، دوخت لباس از چتر نجات آمریکایی و دختر پپینو که به او فاشیست می‌گوید زیرا به او اجازه نمی‌دهد دامن کوتاه بپوشد.
در کنار همه این‌ها، داستان فرعی اصلی فیلم مربوط به تاریخ جناح چپ ایتالیا، به‌ویژه حزب کمونیست است که پپینو تمام عمر به آن وفادار می‌ماند. فیلم مبارزات او علیه بی‌عدالتی و سرانجام سرخوردگی او در برابر فساد و سازش‌های سیاستمداران هم‌حزبی‌اش را به تصویر می‌کشد.

## بازیگران
- فرانچسکو شانا
- مارگارات ماده
- مونیکا بلوچی
- رائول بووا
- آنخلا مولینا
- انریکو لو ورسو
- لوئیجی لو کاشو
- لورا چیاتی
- لئو گولوتا
- جورجو فالتی
- تونی اسپراندئو
- میکله پلاچیدو
- گابریلیه لاویا
- تیتسیانا لوداتو
- نیکول گریمائودو
- جیزلا مارنگو
- فیکارا و پیکونه
- سباستیانو لو موناکو
- پائولو بریگویا
- لوئیجی ماریا بوروآنو
- کورادو فورتونا
- بندتو لو موناکو
- وینچنتسو سالمه
- مارچلو ماتسارلا
- جوزپه فیورلو
- دایانا رونچونه
- گائتانو آرونیکا